# 櫻田真人
櫻田 真人（さくらだ まこと、1963年3月24日 - 2015年8月6日）は、日本の政治家。元北海道北見市長（1期）、元北見市議会議員（2期）。父は、北見市議会議長を務めた櫻田正弘。北見市長在任中の2015年8月6日に自殺した。

## 来歴
北海道北見市出身。北見市立東小学校、北見市立東陵中学校、札幌第一高等学校、山梨学院大学法学部卒業。実家の寺院が運営する北見さくら幼稚園の教諭、園長等をつとめる。
2006年（平成18年）3月5日、旧制の北見市が留辺蘂町、端野町、常呂町と合併し、新しい北見市が誕生する。それに伴って同年4月9日に執行された北見市議会議員選挙に、北見区選挙区から無所属で出馬し、初当選。2010年（平成22年）3月28日執行の市議選において2期目の当選。2012年（平成24年）11月12日、市長選出馬のため、市議を辞職。
2012年（平成24年）11月25日執行の北見市長選挙に無所属（自民党推薦、公明党支持）で出馬。現職の小谷毎彦を破り、初当選。得票数は、櫻田：30,473票、小谷：23,370票。投票率は、53.33％。選挙後に、落選した前任者の小谷（本来は同年12月20日までの任期）が任期満了間際の同年12月5日に辞職したため、同年12月21日の予定であった櫻田の任期開始日が前倒しとなり、同年12月6日、市長に就任。
2013年（平成25年）6月20日、市庁舎移転についての一連の発言が発端となり、北見市議会において、問責決議が賛成18票、反対11票で可決される。
2015年（平成27年）8月6日午前7時15分ごろ、自宅で首をつり心肺停止になった状態で家族に発見され、同日午前7時43分に病院で死亡が確認された。52歳没。在任中の死去であったため、8月6日より市長職務代理者が設置され、渡部眞一副市長が代理することとなった。櫻田の自殺を受けて同年9月27日に行われた北見市長選挙では、元北見市常呂自治区長の辻直孝が後任の市長に選出された。